# Ивкович, Душан
Ду́шан (Дуда) И́вкович (серб. Душан Ивковић; 29 октября 1943, Белград — 16 сентября 2021, Белград) — югославский и сербский баскетболист и тренер.

## Биография
С 1958 по 1968 годы играл в белградском клубе «Раднички».
Команды Ивковича-тренера добивались успеха на внутренней и международной арене. Он тренировал клубы, выступающие в Югославии, Греции, России.
Завершил тренерскую карьеру в 2016 году.
Скончался 16 сентября 2021 года в возрасте 77 лет.

### Клубы
- Партизан (1978—1980)

Обладатель Кубка Корача: 1979
Чемпион Югославии : 1979
Обладатель Кубка Югославии : 1979
- Арис (1980—1982)
- Раднички Белград (1982—1984)
- Шибенка Югославия (1984—1987)
- Воеводина Нови-Сад (1987—1990)
- ПАОК (1991—1994)

Чемпион Греции : 1992
- Паниониос (1994—1996)
- Олимпиакос (1996—1999)

Чемпион Евролиги : 1997
Чемпион Греции : 1997
Обладатель Кубка Греции : 1997
- АЕК (Афины) (1999—2001)

Обладатель Кубка Сапорты : 2000
Обладатель Кубка Греции : 2000, 2001
- ЦСКА (Москва) (2002—2005)

Чемпион России : 2003, 2004, 2005.
Обладатель Кубка России : 2005
- Динамо (Москва) (2005—2007)

Обладатель Кубка УЛЕБ: 2006
- Олимпиакос (2010—2012)

Обладатель Кубка Греции: 2011
Чемпион Евролиги : 2012
Чемпион Греции : 2012
- Анадолу Эфес (2014—2016)

### Сборная Югославии
С 1988 по 1995 годы был тренером мужской сборной Югославии по баскетболу, с которой выступал на:
- Летняя Универсиада 1987 —
- Летние Олимпийские игры 1988 —
- Чемпионат Европы по баскетболу 1989 —
- Чемпионат мира по баскетболу 1990 —
- Чемпионат Европы по баскетболу 1991 —
- Чемпионат Европы по баскетболу 1995 —

### Сборная Сербии
В январе 2008 года избран тренером мужской сборной Сербии по баскетболу, с которой выступал на:
- Чемпионат Европы по баскетболу 2009 —
- Чемпионат мира по баскетболу 2010

## Награды
- Орден Звезды Карагеоргия I степени (2022, посмертно)[5].